# Petter Andersson
Petter Andersson (født 20. februar 1985 i Ljusvattnet) er en svensk tidligere fodboldspiller, der blandt andet spillede for FC Groningen, Hammarby IF og FC Midtjylland

## Karriere

### FC Groningen
Den 1. september 2008 underskrev Andersson en 4 årig kontrakt med den hollandske klub FC Groningen. I januar 2009 blev han knæskadet i en kamp mod Ajax Amsterdam, hvorefter han var skadet for resten af sæsonen. I sin første kamp i startopstillingen for reserveholdet efter skadesperioden blev han igen skadet i knæet efter at have scoret til 1-0 efter 14 minutter af kampen.
Han gjorde comeback den 1. maj 2011 i en udebanekamp mod Den Haag, da han erstattede den skadede Tim Matavz. I sin comebackkamp scorede han to mål i FC Groningens 4-2 sejr. Han blev efterfølgende udnævnt til anfører efter salget af Andreas Granqvist til Genoa i sommeren 2011.

### FC Midtjylland
Den 27. juni 2012 blev det offentliggjort at Andersson havde skrevet en 4 årig konkrakt med superligaklubben FC Midtjylland på en fri transfer. FC Midtjylland hentede ham for at dække hullet efter Jakob Poulsen der få dage forinden var blevet solgt til Monaco.